# Darius Grosu
Darius Constantin Grosu (n. 7 iunie 2002, Constanța, România) este un fotbalist român, care joacă pe post de fundaș la Gloria Buzău în SuperLiga României, împrumutat de la FCV Farul Constanța.

## Cariera de club

### Viitorul Constanța
Și-a făcut debutul în campionat pe 17 iunie 2020 în meciul din Liga I împotriva Chindiei.

## Statistica carierei

### Club
| Club            | Sezon          | Ligă           | Ligă      | Ligă   | Cupa Națională | Cupa Națională | Europa    | Europa | Altele    | Altele | Total     | Total  |
| Club            | Sezon          | Divizie        | Aplicatii | Goluri | Aplicatii      | Goluri         | Aplicatii | Goluri | Aplicatii | Goluri | Aplicatii | Goluri |
| --------------- | -------------- | -------------- | --------- | ------ | -------------- | -------------- | --------- | ------ | --------- | ------ | --------- | ------ |
| Farul Constanța | 2019–20        | Liga I         | 2         | 0      | 0              | 0              | 0         | 0      | 0         | 0      | 2         | 0      |
| Farul Constanța | 2021–22        | Liga I         | 1         | 0      | 0              | 0              | 0         | 0      | 0         | 0      | 1         | 0      |
| Carieră Totală  | Carieră Totală | Carieră Totală | 3         | 0      | 0              | 0              | 0         | 0      | 0         | 0      | 3         | 0      |